# Laguna de Tisma
Reserva Natural Laguna de Tisma, más conocida como Laguna de Tisma, es un área protegida de Nicaragua reconocida como reserva natural y refugio de vida silvestre por el Ministerio del Ambiente y los Recursos Naturales (MARENA), ubicada en el municipio de Tisma, del departamento de Masaya en este país centroamericano.
Se sitúa entre el lago Xolotlan y el lago Cocibolca, más concretamente al sureste del primero y al noroeste del segundo, respectivamente, y a unos 42 km al este de la ciudad de Managua por carretera.
La laguna es un cuerpo de agua dulce superficial que cubre un área de 14.11 km².

## Importancia
El "Sistema Lagunar de Tisma" está incluido en la Lista de la Convención Ramsar como sitio Ramsar con una superficie de 16.850 hectáreas que abarca la reserva natural del mismo nombre con relevancia nacional como refugio de aves acuáticas migratorias, que comprende desde el embalse del curso medio del río Tipitapa, conocido como "Charco de Tisma", más los humedales aledaños; incluyendo las lagunetas y pantanos de El Genízaro.